# Ulisses (robot mobilny)
Ulisses – pierwszy zaprojektowany i zbudowany w Polsce robot mobilny. Urządzenie zostało opracowane w Instytucie Cybernetyki Technicznej (obecnie Katedra Cybernetyki i Robotyki) Politechniki Wrocławskiej. Konstruktorem robota jest dr inż. Andrzej Wołczowski.
Robot należy do klasy (2,0) - posiada dwa koła sterujące oraz jedną samonastawną rolkę (kaster, ew. kastor).
Jednostką centralną robota był procesor Z80. Ulissesa wyposażono w czujniki zbliżeniowe, optyczne oraz zderzakowe. Sterowanie realizowane było za pomocą komputera zewnętrznego komunikującego się z robotem wykorzystując interfejs RS232C.